# Генріх Карл Гаусскнехт
Генріх Карл Гаусскнехт або Карл Гаусскнехт (нім. Heinrich Carl Haussknecht або нім. Carl Haussknecht, 30 листопада 1838 — 7 липня 1903) — німецький ботанік та фармацевт.

## Біографія
Генріх Карл Гаусскнехт народився у комуні Беннунген 30 листопада 1838 року.
Він займався вивченням флори Швейцарських Альп. З 1889 року Генріх Карл Гаусскнехт був членом академії натуралістів «Леопольдина». Він зробив значний вклад у ботаніку, описавши багато видів рослин.
Генріх Карл Гаусскнехт помер у місті Веймар 7 липня 1903 року.

## Наукова діяльність
Генріх Карл Хаусскнехт спеціалізувався на папоротеподібних та на насіннєвих рослинах.

## Наукові праці
- Vorbericht über Prof. C. Haussknecht's orientalische Reisen / nebst Erläuterungen von Prof. Dr. H. Kiepert. Berlin: D. Reimer, 1882.
- Monographie der Gattung Epilobium. Jena 1884.
- Über die Abstammung des Saathabers. Jena 1884.

## Почесті
Рід рослин Haussknechtia Boiss. родини Зонтичні був названий на його честь.